# Anders Borg (kyrkoherde)
Anders Borg, född 25 mars 1749, död 23 februari 1809, var en svensk kyrkoherde.
Borg var notarie vid Hovkonsistoriet 1779, hovpredikant 1782, kyrkoherde i Västra Ryd och Näs 1784, i Riddarholmens församling 1787–1806 samt i Jakob och Johannes församlingar 1806–1809. Han blev teologie doktor 1793. Borg var amatörcellist och medlem av Utile Dulci och invaldes som ledamot nummer 174 i Kungliga Musikaliska Akademien den 11 mars 1793.